# Transportul feroviar în Estonia

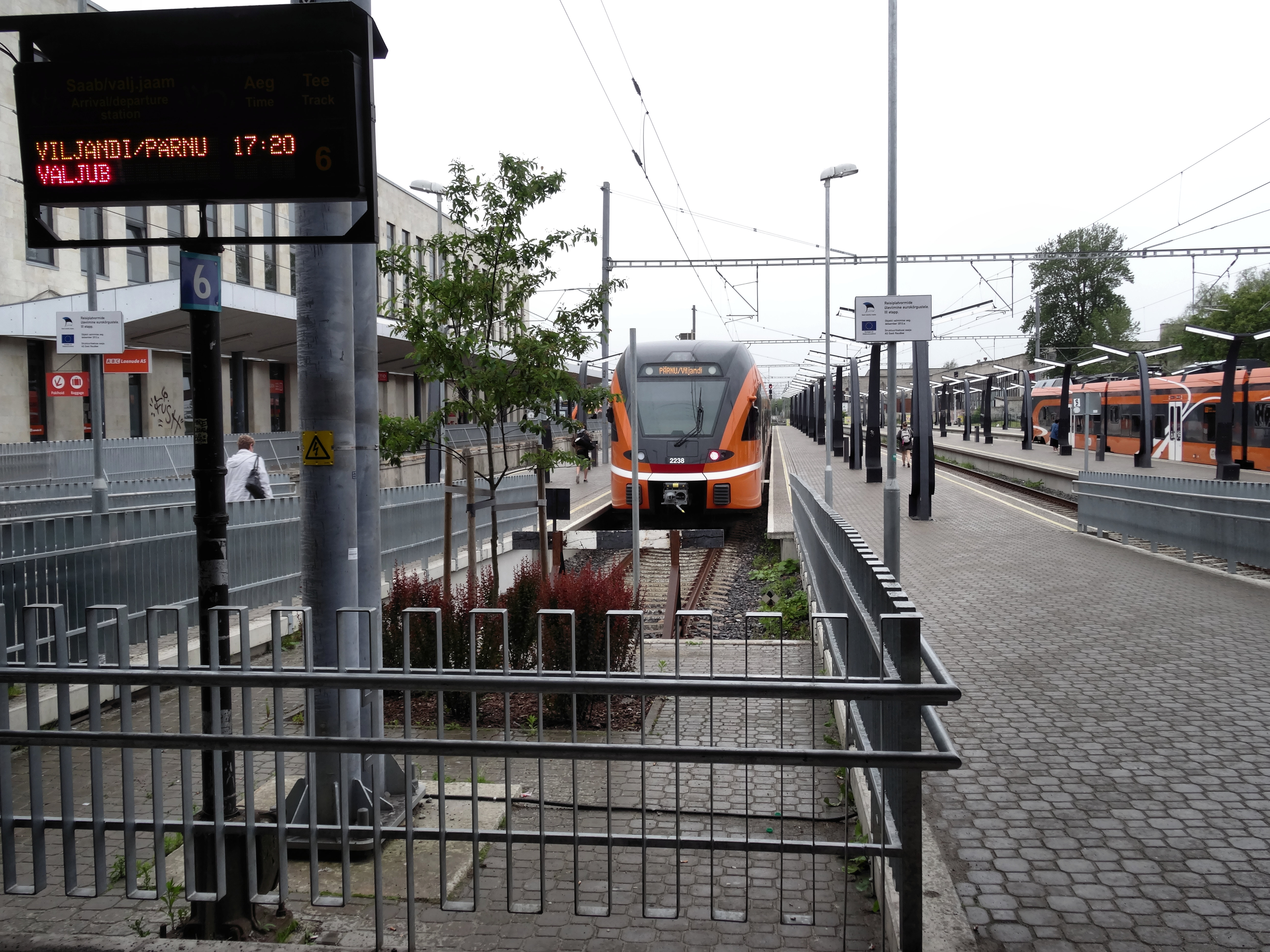
Balti jaam (literalmente Gara Baltică) este principala gară de călători din capitala Estoniei, Tallinn.

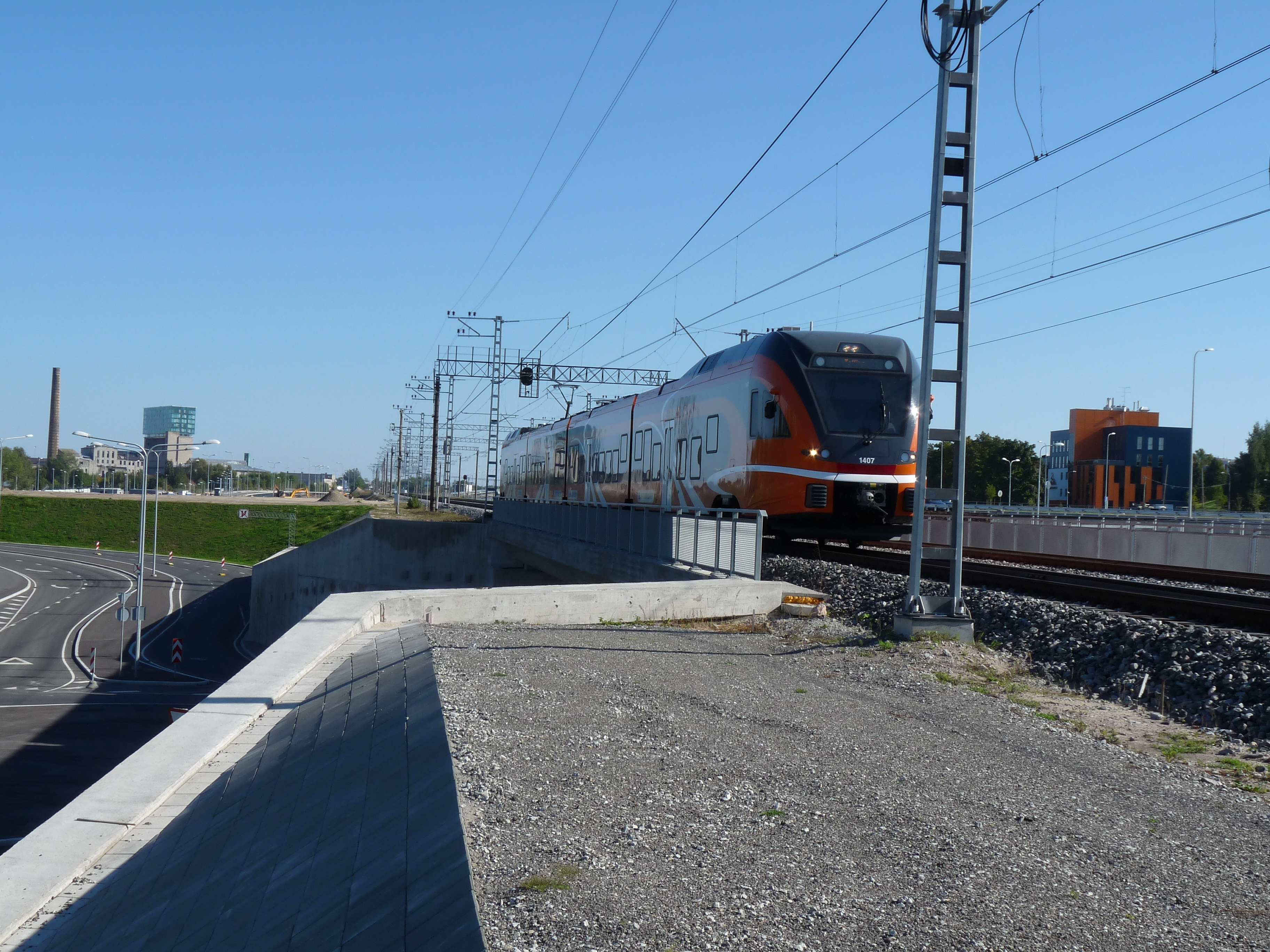
Stadler FLIRT în Ülemiste.

Transportul feroviar din Estonia a fost înființat în anul 1870. În prezent rețeaua feroviară din Estonia este formată din aproximativ 1.200 de kilometri de cale ferată, din care 900 de kilometri sunt în prezent în uz public. Infrastructura rețelei feroviare este în mare parte deținută de stat și este reglementată și supravegheată de Autoritatea de Supraveghere Tehnică (în estonă Tehnilise Järelevalve Amet).
Toate căile ferate publice din Estonia au ecartament larg (rus) de 1.520 mm, la fel ca în Rusia, Belarus, Letonia și Lituania. Ecartamentul de 1.520 mm utilizat în Estonia este, de asemenea, compatibil cu ecartamentul finlandez de 1.524 mm. Uneori este definit ca fiind de 1.524 mm, de exemplu atunci când cumpără material rulant din Finlanda.
Căile ferate din Estonia sunt astăzi utilizate în principal pentru transportul de marfă, dar și pentru traficul de călători, cu un total de 8,3 milioane de pasageri în 2019. Transportul de pasageri este cel mai frecvent în apropiere de Tallinn, centrat pe gara principală Balti jaam.

## Istorie
Istoria transportului feroviar în Estonia a început în 1870 când a fost deschisă o linie care a legat Paldiski, Tallinn, Tapa și Narva; linia a fost extinsă apoi spre Sankt Petersburg în Rusia.
Nobilimea germană baltică este cea care a dat impulsul pentru construcția liniei, cu toate că datorită influenței ruse, linia a fost construită cu un ecartament de 1524 mm pentru a face legătura cu linia de la Sankt Petersburg la Varșovia. Proiectul de construcție a fost controlat de Ministerul Drumurilor din Rusia. Portul Paldiski a fost ales deoarece datorită poziției sale sudice nu era acoperit de gheață în timpul anului. La scurt timp după aceea, atât Paldiski, cât și Tallinn au cunoscut o creștere a comerțului, în special la exporturile de cereale.
În 1877 o altă linie a fost finalizată, care a făcut legătura între Tapa și Tartu; ulterior s-a extins la Valga în 1887, ceea ce a adus la un nod feroviar cu Letonia prin intermediul liniei Pskov - Valga - Riga care a fost, de asemenea, construită în același timp.
În plus, în Estonia se construia o rețea de căi ferate cu ecartament îngust (750 mm), prima dată aceasta a legat Valga de Pärnu (în 1896), apoi Mõisaküla cu Viljandi (în 1897), extinsă mai târziu prin Paide până la Tallinn în 1901.

## Rețea

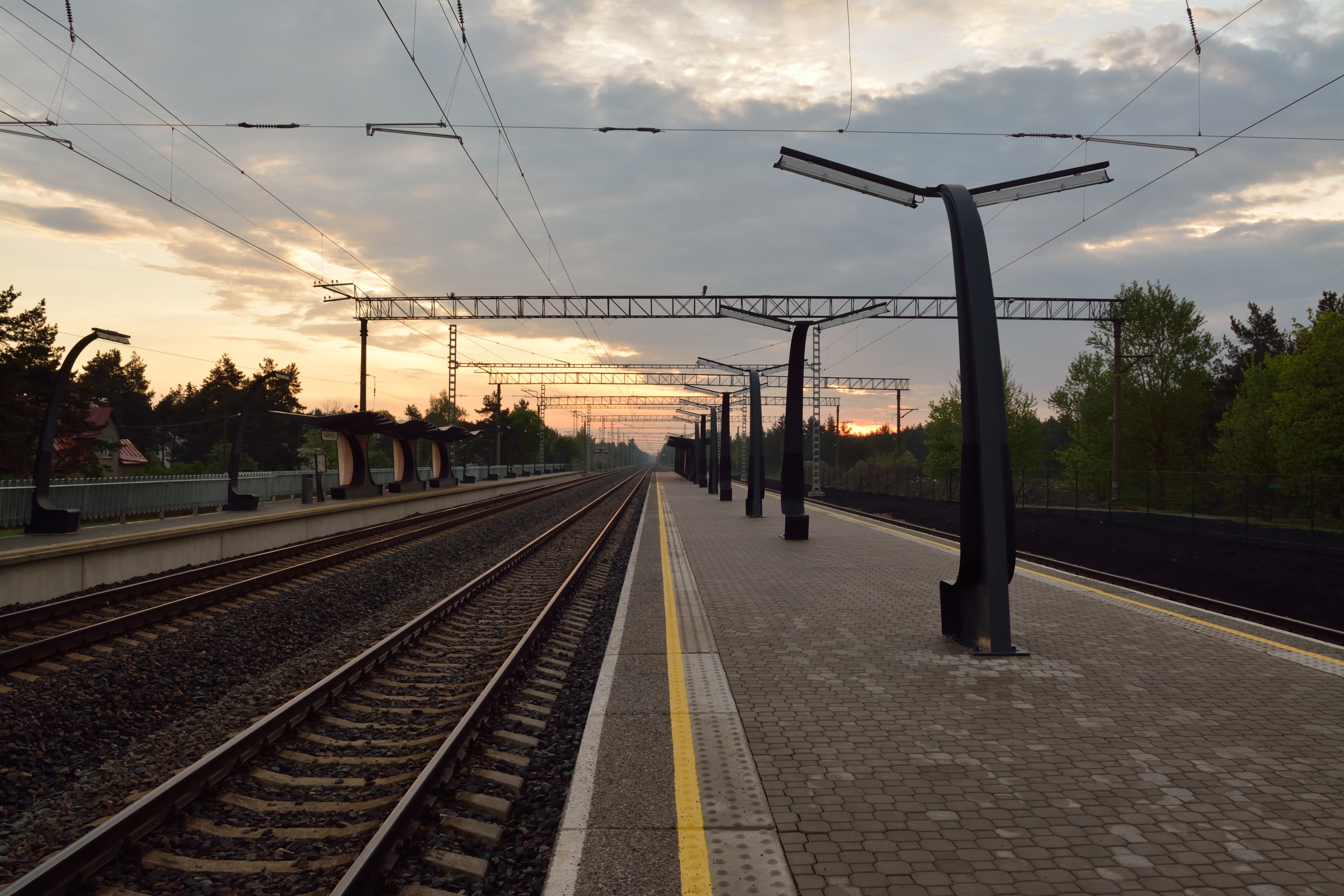
Gara Pääsküla

- Lungime totală: aproximativ 1.200 km, din care 900 km în uz public [4]
- Ecartament: 1,520 mm   (ecartament rus)
- Electrificat: 133 km.

Rețeaua feroviară din Estonia este deținută de compania de stat AS Eesti Raudtee și de compania privată Edelaraudtee Infrastruktuuri AS. Acești operatori de infrastructură a rețelei feroviare oferă toate serviciile rețelei feroviare pentru operatorii feroviari care efectuează servicii de transport de marfă și de călători. AS Eesti Raudtee asigură aproximativ 800 km de cale, din care 107 km au o cale dublă și 133 km sunt electrificați. Edelaraudtee Infrastruktuuri AS menține 298 km de cale ferată.

### Linii principale

Liniile de cale ferată în uz public începând cu 2015.

Toate liniile de cale ferată din Estonia (inclusiv cele desființate)

Frecvența trenurilor de navetiști, 2016.

Linii electrificate de cale ferată - 2016.

Liniile principale deținute de AS Eesti Raudtee sunt următoarele:
- Calea ferată Tallinn – Narva, 209,6 kilometri (130,2 mi). Această linie a fost finalizată în 1870. A fost inițial o parte a rețelei feroviare a Imperiului Rus, care a conectat Paldiski la Sankt Petersburg prin Tallinn și Narva. Trenurile de călători sunt operate de Elron (rutele Tallinn– Aegviidu, Tallinn – Tartu, Tallinn– Rakvere și Tallinn – Narva) și de GO Rail (trenuri internaționale către Moscova și Sankt Petersburg, Rusia).
- Tallinn–Keila–Paldiski, 47,7 kilometri (29,6 mi). Trenurile de călători sunt operate de Elron (rutele Tallinn– Pääsküla, Tallinn – Keila, Tallinn – Paldiski și Tallinn– Klooga-rand).
- Keila– Riisipere, 24,4 kilometri (15,2 mi) . Această linie face parte din fosta linie Keila– Haapsalu, care a fost finalizată în 1905. Secțiunea Riisipere – Haapsalu a fost abandonată în 2004,[5] dar urmează să fie reconstruită până în Turba în 2019, ca prim pas spre redeschiderea în cele din urmă a liniei către Haapsalu (și, eventual, către portul de la Rohuküla). [6] Trenurile de călători sunt operate de Elron (ruta Tallinn – Riisipere).
- Tapa - Tartu, 112,5 kilometri (69,9 mi). Finalizată în 1877.[7]Trenurile de călători sunt operate de Elron (rutele Tallinn – Tartu și Tartu– Jõgeva).
- Tartu– Valga, 82,5 km. Finalizat în 1887.  Conexiune internațională de la Valga în Estonia la Valka în Letonia.  Trenurile de călători între Tartu și Valga sunt operate de Elron. Trenurile de călători între Valga și Riga sunt operate de Căile Ferate Letone.
- Tartu– Pechory, 83,5 kilometri (51,9 mi). Construită între 1929 și 1931. Conexiune internațională de la gara Koidula (Koidula) din Estonia la Pechory din Rusia.  Trenurile de călători sunt operate de Elron (ruta Tartu– Koidula).
- Valga – Pechory, 91,5 kilometri (56,9 mi). O parte a căii ferate Riga - Pskov, deschisă circulației publice în 1889. Conexiune internațională de la gara Koidula din Estonia la Pechory din Rusia.  Linia este utilizată doar de trenurile de marfă.

Deținute de Edelaraudtee Infrastruktuuri AS:
- Tallinn– Lelle–(Pärnu)–( Mõisaküla), 141,4 kilometri (87,9 mi) (anterior 190.0 km). A existat o conexiune internațională de la Mõisaküla la Letonia, dar porțiunea Pärnu – Mõisaküla a fost abandonată în 2008.[8][9] Secțiunea Lelle-Pärnu a fost închisă definitiv pentru transportul de călători la 9 decembrie 2018, deoarece a necesitat o renovare de 17 milioane de euro. Un serviciu feroviar către stația Pärnu va fi reluat odată cu deschiderea liniei Rail Baltic.[10][11]
- Lelle–Viljandi, 78,7 kilometri (48,9 mi). Această linie leagă Viljandi de linia Tallinn – Pärnu prin Lelle.

### Căi ferate industriale majore
- Põlevkivi Raudtee (linia de petrol de șist) întreține peste 200 kilometri (120 mi) de șine in Ida-Virumaa.[12] Utilizarea principală a rețelei este transportul șistului petrolier din minele subterane și din aer liber către Centrala Electrică de la Narva. Compania este o filială a Eesti Põlevkivi, care în sine este o filială a Eesti Energia, deținută de stat.
- Rakvere - Kunda, 19 kilometri (12 mi). Construită în 1896,[13] această linie face legătura între orașul industrial Kunda și linia Tallinn – Tapa – Narva. Linia este deținută de compania privată Kunda Trans.

## Conexiuni cu țările adiacente
Serviciul zilnic de pasageri face legătura între Tallinn și Moscova (tren de noapte; durata călătoriei este de 15 ore) via Saint Petersburg; este operat de Căile Ferate Ruse.
Din vara anului 2016, trei trenuri zilnice operate de Căile Ferate Letone fac legătura între Riga (Letonia) și Valga (Estonia). Celelalte linii de cale ferată către țările vecine nu sunt utilizate în acest moment pentru traficul direct de călători. Este posibilă călătoria între Tallinn și Riga cu schimbarea trenului la Valga, iar mersul trenurilor Tallinn – Valga și Valga – Riga este ajustat în acest scop, dar acest lucru durează mult în comparație cu autobuzul (durata călătoriei de aproximativ 5 ore) sau cu avionul.
Traseele istorice cu trenul sunt Tallinn – Moscova prin Tartu – Pechory (Petseri) și Riga – St. Petersburg, care a trecut prin Estonia pe la Valka, prin Letonia la Valga, prin Estonia– Võru - Piusa –Pechory, Rusia. Ambele rute au fost închise în anii 1990.
Există planuri pentru o nouă linie de mare viteză Tallinn – Riga (care continuă spre Polonia), Rail Baltica, planificată să fie în funcțiune în jurul anului 2025.

### Legături feroviare cu țările adiacente
- Același ecartament:
  - Letonia - da
    - la Valga - numai trenuri diesel

  - Rusia - da
    - la Narva - numai trenuri diesel
    - la Koidula - numai trenuri diesel

## Operatori
Trenurile de marfă sunt operate de Eesti Raudtee și de companii private, inclusiv Estonian Railway Services  (E.R.S. AS) și Spacecom.
Serviciile de călători sunt oferite de trei operatori:
- Elron, rute interne
- Căile Ferate Ruse, Tallinn - Sankt Petersburg și Tallinn - Moscova
- Pasažieru vilciens, Valga – Riga